# Giorgi Aburjania
Giorgi Aburjania (in georgiano გიორგი აბურჯანია?; Tbilisi, 2 gennaio 1995) è un calciatore georgiano, centrocampista dell'AVS e della nazionale georgiana.

## Carriera

### Club
Nella stagione 2010-2011 ha invece collezionato 3 presenze in massima serie con la maglia del Met'alurgi Rustavi. Nella stagione successiva ha ottenuto 2 presenze nelle qualificazioni per l'Europa League debuttando così nelle competizioni internazionali per club.
Nella stagione 2013-2014 gioca altre 4 partite in ambito internazionale, stavolta col il Dila Gori.
Il calciatore fa parte, dal 2 luglio del 2021, del Football Club Gil Vicente, con scadenza del contratto il 30 giugno 2023.

## Statistiche

### Cronologia presenze e reti in nazionale
| Cronologia completa delle presenze e delle reti in nazionale ― Georgia | Cronologia completa delle presenze e delle reti in nazionale ― Georgia | Cronologia completa delle presenze e delle reti in nazionale ― Georgia | Cronologia completa delle presenze e delle reti in nazionale ― Georgia | Cronologia completa delle presenze e delle reti in nazionale ― Georgia | Cronologia completa delle presenze e delle reti in nazionale ― Georgia | Cronologia completa delle presenze e delle reti in nazionale ― Georgia | Cronologia completa delle presenze e delle reti in nazionale ― Georgia |
| Data                                                                   | Città                                                                  | In casa                                                                | Risultato                                                              | Ospiti                                                                 | Competizione                                                           | Reti                                                                   | Note                                                                   |
| ---------------------------------------------------------------------- | ---------------------------------------------------------------------- | ---------------------------------------------------------------------- | ---------------------------------------------------------------------- | ---------------------------------------------------------------------- | ---------------------------------------------------------------------- | ---------------------------------------------------------------------- | ---------------------------------------------------------------------- |
| 29-3-2016                                                              | Tbilisi                                                                | Georgia                                                                | 1 – 1                                                                  | Kazakistan                                                             | Amichevole                                                             | -                                                                      | 77’                                                                    |
| 3-6-2016                                                               | Bucarest                                                               | Romania                                                                | 5 – 1                                                                  | Georgia                                                                | Amichevole                                                             | -                                                                      | 65’                                                                    |
| 7-6-2016                                                               | Getafe                                                                 | Spagna                                                                 | 0 – 1                                                                  | Georgia                                                                | Amichevole                                                             | -                                                                      |                                                                        |
| 9-10-2017                                                              | Belgrado                                                               | Serbia                                                                 | 1 – 0                                                                  | Georgia                                                                | Qual. Mondiali 2018                                                    | -                                                                      | 82’                                                                    |
| 10-11-2017                                                             | Tbilisi                                                                | Georgia                                                                | 1 – 0                                                                  | Cipro                                                                  | Amichevole                                                             | -                                                                      | 83’                                                                    |
| 13-11-2017                                                             | Kutaisi                                                                | Georgia                                                                | 2 – 2                                                                  | Bielorussia                                                            | Amichevole                                                             | -                                                                      |                                                                        |
| 24-3-2018                                                              | Tbilisi                                                                | Georgia                                                                | 4 – 0                                                                  | Lituania                                                               | Amichevole                                                             | -                                                                      | 69’                                                                    |
| 27-3-2018                                                              | Tbilisi                                                                | Georgia                                                                | 2 – 0                                                                  | Estonia                                                                | Amichevole                                                             | -                                                                      | 83’                                                                    |
| 1-6-2018                                                               | Schwaz                                                                 | Georgia                                                                | 1 – 0                                                                  | Malta                                                                  | Amichevole                                                             | -                                                                      | 78’                                                                    |
| 5-6-2018                                                               | Lussemburgo                                                            | Lussemburgo                                                            | 1 – 0                                                                  | Georgia                                                                | Amichevole                                                             | -                                                                      | 56’                                                                    |
| 16-10-2018                                                             | Riga                                                                   | Lettonia                                                               | 0 – 3                                                                  | Georgia                                                                | UEFA Nations League 2018-2019 - 1º Turno                               | -                                                                      | 34’                                                                    |
| 19-11-2018                                                             | Tbilisi                                                                | Georgia                                                                | 2 – 1                                                                  | Kazakistan                                                             | UEFA Nations League 2018-2019 - 1º Turno                               | -                                                                      | 90’                                                                    |
| 5-9-2019                                                               | Istanbul                                                               | Georgia                                                                | 2 – 2                                                                  | Corea del Sud                                                          | Amichevole                                                             | -                                                                      | 56’                                                                    |
| 8-9-2019                                                               | Tbilisi                                                                | Georgia                                                                | 0 – 0                                                                  | Danimarca                                                              | Qual. Euro 2020                                                        | -                                                                      | 86’                                                                    |
| 12-10-2019                                                             | Tbilisi                                                                | Georgia                                                                | 0 – 0                                                                  | Irlanda                                                                | Qual. Euro 2020                                                        | -                                                                      | 90’                                                                    |
| 19-11-2019                                                             | Pola                                                                   | Croazia                                                                | 2 – 1                                                                  | Georgia                                                                | Amichevole                                                             | -                                                                      |                                                                        |
| 5-9-2020                                                               | Tallinn                                                                | Estonia                                                                | 0 – 1                                                                  | Georgia                                                                | UEFA Nations League 2020-2021 - 1º Turno                               | -                                                                      | 90’                                                                    |
| 11-10-2020                                                             | Tychy                                                                  | Armenia                                                                | 2 – 2                                                                  | Georgia                                                                | UEFA Nations League 2020-2021 - 1º Turno                               | -                                                                      | 76’                                                                    |
| 15-11-2020                                                             | Tbilisi                                                                | Georgia                                                                | 1 – 2                                                                  | Armenia                                                                | UEFA Nations League 2020-2021 - 1º Turno                               | -                                                                      | 76’ 80’                                                                |
| 25-3-2021                                                              | Stoccolma                                                              | Svezia                                                                 | 1 – 0                                                                  | Georgia                                                                | Qual. Mondiali 2022                                                    | -                                                                      |                                                                        |
| 31-3-2021                                                              | Salonicco                                                              | Grecia                                                                 | 1 – 1                                                                  | Georgia                                                                | Qual. Mondiali 2022                                                    | -                                                                      | 15’ 74’                                                                |
| 2-6-2021                                                               | Ploiești                                                               | Romania                                                                | 1 – 2                                                                  | Georgia                                                                | Amichevole                                                             | 1                                                                      | 80’                                                                    |
| 6-6-2021                                                               | Enschede                                                               | Paesi Bassi                                                            | 3 – 0                                                                  | Georgia                                                                | Amichevole                                                             | -                                                                      | 78’                                                                    |
| 2-9-2021                                                               | Tbilisi                                                                | Georgia                                                                | 0 – 1                                                                  | Kosovo                                                                 | Qual. Mondiali 2022                                                    | -                                                                      | 77’                                                                    |
| 5-9-2021                                                               | Badajoz                                                                | Spagna                                                                 | 4 – 0                                                                  | Georgia                                                                | Qual. Mondiali 2022                                                    | -                                                                      | 69’                                                                    |
| 8-9-2021                                                               | Sofia                                                                  | Bulgaria                                                               | 4 – 1                                                                  | Georgia                                                                | Amichevole                                                             | -                                                                      | 59’                                                                    |
| 9-10-2021                                                              | Tbilisi                                                                | Georgia                                                                | 0 – 2                                                                  | Grecia                                                                 | Qual. Mondiali 2022                                                    | -                                                                      | 71’ 90’                                                                |
| 11-11-2021                                                             | Tbilisi                                                                | Georgia                                                                | 2 – 0                                                                  | Svezia                                                                 | Qual. Mondiali 2022                                                    | -                                                                      | 90’                                                                    |
| 15-11-2021                                                             | Gori                                                                   | Georgia                                                                | 1 – 0                                                                  | Uzbekistan                                                             | Amichevole                                                             | -                                                                      | 71’                                                                    |
| 25-3-2022                                                              | Zenica                                                                 | Bosnia ed Erzegovina                                                   | 0 – 1                                                                  | Georgia                                                                | Amichevole                                                             | -                                                                      | 71’ 90’                                                                |
| 29-3-2022                                                              | Tirana                                                                 | Albania                                                                | 0 – 0                                                                  | Georgia                                                                | Amichevole                                                             | -                                                                      |                                                                        |
| 2-6-2022                                                               | Tbilisi                                                                | Georgia                                                                | 4 – 0                                                                  | Gibilterra                                                             | UEFA Nations League 2022-2023 - 1º Turno                               | -                                                                      | 63’                                                                    |
| 5-6-2022                                                               | Razgrad                                                                | Bulgaria                                                               | 2 – 5                                                                  | Georgia                                                                | UEFA Nations League 2022-2023 - 1º Turno                               | -                                                                      | 75’                                                                    |
| 9-6-2022                                                               | Skopje                                                                 | Macedonia del Nord                                                     | 0 – 3                                                                  | Georgia                                                                | UEFA Nations League 2022-2023 - 1º Turno                               | -                                                                      | 61’                                                                    |
| 23-9-2022                                                              | Tbilisi                                                                | Georgia                                                                | 2 – 0                                                                  | Macedonia del Nord                                                     | UEFA Nations League 2022-2023 - 1º Turno                               | -                                                                      | 87’                                                                    |
| 17-11-2022                                                             | Sharja                                                                 | Marocco                                                                | 3 – 0                                                                  | Georgia                                                                | Amichevole                                                             | -                                                                      | 78’                                                                    |
| 25-3-2023                                                              | Batumi                                                                 | Georgia                                                                | 6 – 1                                                                  | Monaco                                                                 | Amichevole                                                             | -                                                                      | 45’                                                                    |
| 28-3-2023                                                              | Tbilisi                                                                | Georgia                                                                | 1 – 1                                                                  | Norvegia                                                               | Qual. Euro 2024                                                        | -                                                                      | 72’ 90’                                                                |
| 8-9-2023                                                               | Tbilisi                                                                | Georgia                                                                | 1 – 7                                                                  | Spagna                                                                 | Qual. Euro 2024                                                        | -                                                                      | 45+2’ 46’                                                              |
| Totale                                                                 |                                                                        | Presenze                                                               | 39                                                                     |                                                                        | Reti                                                                   | 1                                                                      |                                                                        |